# Garnet Ault
Pour les articles homonymes, voir Ault.
Garnet Ault (né le 1er novembre 1905 à North Bay et mort le 10 septembre 1993 à Bellaire (Michigan)) est un nageur canadien spécialiste des épreuves de nage libre.

## Palmarès

### Jeux olympiques
- Jeux olympiques de 1928 à Amsterdam (Pays-Bas) :
  -  Médaille de bronze du 4 × 200 m nage libre[1].